# U-795
U-795 — немецкая опытовая подводная лодка типа XVIIA проекта «Wk 202», оснащённая двигателем Вальтера.

## История

### Постройка
Заложена 2 февраля 1943 года на верфи «Germaniawerft» в Киле. Спущена на воду 21 марта 1944 года. Введена в строй 22 апреля 1944 года.

### Служба
Боевых походов не совершала. Использовалась в качестве учебной подводной лодки.
Была в составе:
- С 22 апреля 1944 по 15 февраля 1945 — 8-й учебной флотилии
- С 16 февраля 1945 по 3 мая 1945 — 5-й учебной флотилии

3 мая 1945 года, в ходе операции «Регенбоген», была затоплена экипажем на верфи «Germaniawerft» в Киле. Позднее была поднята и сдана на слом.

### Командиры
- Старший лейтенант Хорст Зелле (22 апреля 1944 — 3 мая 1945)